# 스테파니아 페르난데스
스테파니아 페르난데스(Stefanía Fernández, 1990년 9월 4일 ~ )는 베네수엘라의 사회자, 모델, 미인 대회 우승자이다. 2008년 미스 베네수엘라 우승자이며 2009년 미스 유니버스에서 베네수엘라 대표로 참가해 우승했다.

## 같이 보기
- 다야나 멘도사
- 가브리엘라 이슬레르